# 2 Estoński Pułk Policji
2 Estoński Pułk Policji (niem. Estnische Polizei Regiment 2, est. 2 Eesti Politseirügement) – kolaboracyjna jednostka policyjna złożona z Estończyków pod koniec II wojny światowej.

## Historia
Został sformowany 7 lipca 1944 r. na bazie 37, 38 i 40 Estońskich Batalionów Schutzmannschaft. Większość oficerów sztabowych pochodziła z 1 Estońskiego Pułku Policji. Pułk formalnie był częścią niemieckiej policji, ale Estończycy nosili mundury wojskowe i pod względem taktycznym podlegali Wehrmachtowi. Bataliony Schutzmannschaft, tworzące pułk, w lipcu i sierpniu w składzie Kampfgruppe "Jeckeln" były zaangażowane w ciężkie walki z Armią Czerwoną w rejonie, gdzie zbiegają się granice Litwy, Łotwy i Białorusi. W połowie sierpnia Estończycy wycofali się nad rzekę Düna. Na początku września 1944 r. resztki pułku zostały rozformowane, a ocaleli policjanci zasilili 20 Dywizję Grenadierów SS.